# Ритмы Кузнеца
Циклы (ритмы) Кузнеца имеют продолжительность примерно 15—25 лет. Они получили название циклов Кузнеца по имени американского экономиста Саймона Кузнеца, будущего лауреата премии памяти Альфреда Нобеля. Были открыты им в 1930 году.
Кузнец связывал эти волны с демографическими процессами, в частности, притоком иммигрантов и строительными изменениями, поэтому он назвал их «демографическими» или «строительными» циклами.

В настоящее время рядом авторов ритмы Кузнеца рассматриваются в качестве технологических, инфраструктурных циклов. В рамках этих циклов происходит массовое обновление основных технологий. Кроме того, хорошо совпадают с циклом Кузнеца большие циклы цен на недвижимость на примере Японии 1980—2000 годов и длительность большой полуволны подъёма цен в США. 

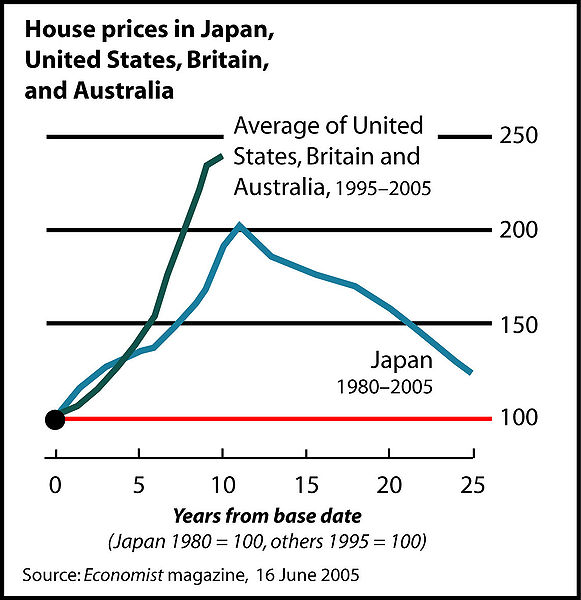

Высказывалось также и предложение рассматривать ритмы Кузнеца в качестве третьей гармоники Кондратьевской волны.
В своей работе Мозес Абрамовиц приводит следующие данные касательно лет начала затяжных депрессий или стагнаций в США, соотнося их с циклами Кузнеца:
- 1815
- 1836
- 1853
- 1873
- 1882
- 1892
- 1907
- 1920
- 1929

Как видно из этого перечня, чёткой периодичности не наблюдается, поэтому исследователи берут среднее значение в 15—20 лет. Аналогичная ситуация и для других показателей, относящихся к труду и производству, приводимых Абрамовицом.